# رويس شلايتس
رويس شلايتس (Reuß-Schleiz) فرع من كونتات الخط الأصغر (من 26 أغسطس 1673)، من 9 أبريل 1806 سموا أمراء رويس، وكانت شلايتس مقر حكمهم. أُطلق اسم الفرع للتفريق أكثر حتى بالنسبة للفترة ما بعد تأسيس إمارة رويس الخط الأصغر عام 1848، التي تكونت في عهد فرع شلايتس والمتصلة بتغيير مقرها إلى غيرا.